# North Vacherie
North Vacherie és una població dels Estats Units a l'estat de Louisiana. Segons el cens del 2000 tenia 2.411 habitants.

## Demografia
Segons el cens del 2000, North Vacherie tenia 2.411 habitants, 763 habitatges, i 618 famílies. La densitat de població era de 84,5 habitants/km².
Dels 763 habitatges en un 41,4% hi vivien nens de menys de 18 anys, en un 50,7% hi vivien parelles casades, en un 26,7% dones solteres, i en un 19% no eren unitats familiars. En el 16,9% dels habitatges hi vivien persones soles el 7,2% de les quals corresponia a persones de 65 anys o més que vivien soles. El nombre mitjà de persones vivint en cada habitatge era de 3,16 i el nombre mitjà de persones que vivien en cada família era de 3,57.
Per edats la població es repartia de la següent manera: un 31% tenia menys de 18 anys, un 10,7% entre 18 i 24, un 26,5% entre 25 i 44, un 21,4% de 45 a 60 i un 10,5% 65 anys o més.
L'edat mediana era de 33 anys. Per cada 100 dones de 18 o més anys hi havia 84,6 homes.
La renda mediana per habitatge era de 31.154 $ i la renda mediana per família de 32.404 $. Els homes tenien una renda mediana de 37.700 $ mentre que les dones 20.000 $. La renda per capita de la població era de 13.032 $. Entorn del 20,7% de les famílies i el 21,9% de la població estaven per davall del llindar de pobresa.

## Poblacions més properes
El següent diagrama mostra les poblacions més properes.